# Catherine Alexandra Gude
Catherine Alexandra Gude (nascida em 1966) é uma modelo e rainha de beleza da Noruega que venceu o concurso de Miss Internacional 1988.
Ela venceu o concurso aos 23 anos de idade, sendo a primeira de seu país a conseguir este título. 

## Biografia
Catherine trabalhava como vendedora numa loja de brinquedos antes de ser Miss Internacional. 

## Miss Internacional 1988
Em 17 de julho de 1988, em Gifu, Japão, Catherine derrotou outras 45 candidatas para levar a coroa de Miss Internacional. 